# Klorex 55
Klorex 55 eller Klorex var namnet på en herbicid som tillverkades av EKA Nobel. Verksam substans var natriumklorat som utgjorde 55 % av blandningen. Bekämpningsmedlet är sedan 1990 belagt med försäljningsförbud av Kemikalieinspektionen.
Ett alternativt och tämligen vanligt användningsområde för Klorex var att tillverka sprängmedel med hjälp av det. Särskilt vanligt var det att blanda det med socker. De olyckor som inträffade i samband med detta var en av anledningarna till att Klorex blev förbjudet.